# Kabupaten Yalimo
Kabupaten Yalimo (engelska: Yalimo Regency) är ett kabupaten i Indonesien.   Det ligger i provinsen Papua, i den östra delen av landet, 3 500 km öster om huvudstaden Jakarta. Antalet invånare är 50 763.